# Barbara Schedl
Barbara Schedl (* 1964) ist eine österreichische Kunsthistorikerin und Dozentin.

## Leben
Schedl studierte von 1983 bis 1995 Kunstgeschichte an der Universität Wien, wo sie 1995 promoviert wurde. 2007 habilitierte sie sich im Fach Kunstgeschichte. Von 1993 bis 2002 war sie Mitarbeiterin an der Österreichischen Akademie der Wissenschaften. Zudem ist sie seit 2000 in der Lehre an der Universität Wien beschäftigt. Seitdem ist sie Mitarbeiterin oder Leiterin einiger Forschungsprojekte unter anderem an der University of California oder der Technischen Universität Dresden.
Ihre Forschungsschwerpunkte sind die Architektur und Liturgie im Mittelalters mit Schwerpunkt auf religiöse Gemeinschaften, Schriftquellen zum mittelalterlichen Baugeschehen und Neue Medien und Computeranimationen in der Kunstgeschichte.

## Veröffentlichungen
- Klosterleben und Stadtkultur im mittelalterlichen Wien. Zur Architektur religiöser Frauenkommunitäten. In: Forschungen und Beiträge zur Wiener Stadtgeschichte. 51. Auflage. Studien-Verlag, Wien-Innsbruck 2009, ISBN 978-3-7065-4815-1.
- Die Kunst der Gotik – Eine Einführung. Böhlau Verlag, Wien-Köln-Weimar 2013, ISBN 978-3-8252-8525-8.
- Der Plan von St. Gallen. Ein Modell europäischer Klosterkultur. Böhlau Verlag, Wien-Köln-Weimar 2014, ISBN 978-3-205-79502-5.
- St. Stephan in Wien. Der Bau der gotischen Kirche (1200 – 1500). Böhlau Verlag, Wien-Köln-Weimar 2018, ISBN 978-3-205-20202-8.